# Dichocoenia stellaris
Dichocoenia stellaris là một loài san hô trong họ Meandrinidae. Loài này được M. Edwards and Haime mô tả khoa học năm 1848.